# Чижаха
Чижаха (бел. Чыжаха) — деревня в Березинском районе Минской области Беларуси. Входит в состав Богушевичского сельсовета.

## География
Деревня находится в восточной части Минской области, на правом берегу реки Березины, при автодороге Р-67, на расстоянии приблизительно 25 километров (по прямой) к юго-юго-западу от города Березино, административного центра района. Абсолютная высота — 153 метра над уровнем моря. Площадь населённого пункта — 0,6118 км².

## История
Известна с XVIII века. В 1897 году входила в состав Игуменского уезда Минской губернии, насчитывалось 25 дворов и 180 жителей. Действовали хлебозапасный магазин, кузница и водяная мельница.
По состоянию на 1908 год, в Чижахе имелось 70 дворов и проживало 217 человек. В административном отношении деревня входила в состав Якшицкой волости.
До 21 декабря 2007 года в составе Якшицкого сельсовета.

## Население
По данным переписи 2019 года, в деревне проживало 139 человек.
| Год  | Население, человек |
| ---- | ------------------ |
| 1800 | 30                 |
| 1858 | ↗ 42               |
| 1897 | ↗ 180              |
| 1908 | ↗ 217              |
| 2003 | ↗ 231              |
| 2008 | ↘ 108              |
| 2009 | ↗ 180              |
| 2019 | ↘ 139              |